# 春點礁壁燈塔
春點礁壁燈塔（Spring Point Ledge Light）是位於美國缅因州南波特兰的一座火花塞灯塔。 

## 历史
由於有輪船公司抱怨他們的船只經常在春點礁壁（Spring Point Ledge）附近搁浅，於是政府于1897年撥款建造了这座灯塔。該燈塔于1897年5月24日首次点亮。
1934年，燈塔通电。灯塔起初由美国海岸警卫队負責管理。1988年1月21日，春點礁壁燈塔被列入國家史蹟名錄。1998年4月28日，燈塔的所有權被移交給春點礁壁燈塔信託基金（Spring Point Ledge Light Trust）。1999年5月22日，春點礁壁燈塔首次向公众开放。